# Neurona descendente
Una neurona descendente es una neurona que transmite señales del cerebro a los circuitos neuronales de la médula espinal (vertebrados) o del cordón nervioso ventral (invertebrados). Como únicos conductos de información entre el cerebro y el cuerpo, las neuronas descendentes desempeñan un papel clave en el comportamiento. Su actividad puede iniciar, mantener, modular y terminar comportamientos como la locomoción. Dado que el número de neuronas descendentes es varios órdenes de magnitud menor que el número de neuronas del cerebro o de la médula espinal/médula nerviosa ventral, esta clase de células representa un cuello de botella crítico en el flujo de información de los sistemas sensoriales a los circuitos motores. 

## Anatomía
Las neuronas descendentes tienen sus somas y dendritas (zonas primarias de entrada) en el cerebro. Sus axones atraviesan el cuello en conectivos, o tractos, y dan salida a neuronas de la médula espinal (vertebrados) o de la médula nerviosa ventral (invertebrados).

Esquema de las principales vías descendentes en mamíferos. Los tractos corticoespinal y corticobulbar son tractos piramidales que controlan el movimiento voluntario. Los tractos tectospinal, rubrospinal, vestibulospinal y reticuloespinal son tractos extrapiramidales que controlan el movimiento involuntario.

Los mamíferos poseen cientos de miles de neuronas descendentes que pueden dividirse funcionalmente en dos vías principales: las vías piramidales, que se originan en la corteza motora, y las vías extrapiramidales, que se originan en el tronco encefálico (véase el esquema). Un ejemplo de los primeros es el tracto corticoespinal, responsable del movimiento voluntario del cuerpo. Un ejemplo del segundo es el tracto reticuloespinal, que contribuye a la regulación inconsciente de la locomoción y la postura. Las neuronas reticuloespinales se originan en la formación reticular medular, donde reciben información de centros locomotores anteriores, como la región locomotora mesencefálica y los ganglios basales.

Esquema lateral de las principales vías descendentes en Drosophila melanogaster. En el cordón nervioso ventral, las principales vías se dirigen a las neuropilas dorsales del ala, el cuello y el halterio, a las neuropilas ventrales de las patas y al tectulum intermedio, una región integradora. Adaptado de Namiki et al. (2018).

Los insectos sólo poseen varios centenares de neuronas descendentes.  Los trabajos realizados en la mosca de la fruta Drosophila melanogaster sugieren que están organizadas en tres grandes vías (véase el esquema). Dos vías directas conectan regiones específicas del cerebro con circuitos motores de la médula nerviosa ventral que controlan las patas y las alas, respectivamente. Una tercera vía vincula una amplia gama de regiones cerebrales a una gran región integradora en el cordón nervioso ventral que puede controlar ambos conjuntos de apéndices.

## Función
Las neuronas descendentes desempeñan un papel importante en la iniciación, el mantenimiento, la modulación y la terminación de comportamientos. Se han identificado varias neuronas descendentes implicadas en el control de comportamientos específicos tanto en vertebrados como en invertebrados. Entre ellas se incluyen neuronas descendentes que pueden iniciar y terminar la locomoción, modular la velocidad y la dirección de la locomoción, y ayudar a coordinar las extremidades.
Aunque algunas neuronas descendentes son suficientes para provocar comportamientos específicos, es probable que la mayoría de los comportamientos no estén controlados por una única neurona descendente, sino por la actividad combinada de diferentes neuronas descendentes.
Algunas vías descendentes forman conexiones directas con neuronas motoras e interneuronas premotoras, incluidos los generadores de patrones centrales, pero no se conoce bien cómo se integran exactamente las señales descendentes en los circuitos de la médula espinal (vertebrados) o la médula nerviosa ventral (invertebrados) durante el comportamiento.